# Сексът и градът
„Сексът и градът“ (на английски: Sex and the City) е американски сериал, чийто сюжет проследява ежедневието на четири жени, живеещи в Ню Йорк, по едноименния роман на писателката Кандис Бушнел.
Сериалът има успешно продуцирани шест сезона, които се излъчват по телевизия HBO в периода 1998 – 2004 г. Излъчени са и два филма, които са продължение на сериала, „Сексът и градът“ и „Сексът и градът 2“, излъчени по HBO през 2008 г. и 2010 г.
На 11 януари 2021 г. е обявено, че ще има продължение на сериала. Заглавието е „И просто ей така“ и ще включва оригиналния състав с изключение на Ким Катрал. Първият епизод на сериала е излъчен на 9 декември 2021 г., а последният (10ти) на 3 февруари 2022 г.

## Персонажи и актьори

### Главен състав
- Кари Брадшоу (в ролята Сара Джесика Паркър) – журналистка в местен вестник със своя рубрика, чието име сериалът носи. Озвучава се от Силвия Лулчева.
- Саманта Джоунс (в ролята Ким Катрал) – PR и бизнесдама с високо либидо. Озвучава се от Радосвета Василева.
- Шарлот Йорк (в ролята Кристин Дейвис) – консервативна жена с мечти за перфектен брак с любящ мъж и много деца. Озвучава се от Ева Демирева.
- Миранда Хобс (в ролята Синтия Никсън) – адвокатка с цинично мнение за връзките и мъжете. Озвучава се от Ева Демирева.

### Второстепенен състав
- Тузаря/Джон Джеймс Престън (в ролята Крис Нот) – крупен нюйоркски бизнесмен. Любовта на живота на Кари. Озвучава се от Борис Чернев.
- Стийв Брейди (в ролята Дейвид Егънбърг) – гадже, съпруг и баща на детето на Миранда. Озвучава се от Даниел Цочев и за кратко от Пламен Манасиев.
- Трей Макдугъл (в ролята Кайл Маклоклън) – съпруг на Шарлот. Развеждат се, след като не успяват да се преборят със сексуалните си проблеми. Озвучава се от Даниел Цочев и за кратко от Пламен Манасиев.
- Хари Голдънблат (в ролята Евън Хендлър) – съпруг на Шарлот. Във филма, продължение на сериала, имат две деца момичета. Озвучава се от Борис Чернев и от Даниел Цочев в пети сезон на студио Доли.
- Смит Джеръд (в ролята Джейсън Люис) – гадже на Саманта. Озвучава се от Даниел Цочев.
- Ейдън Шоу (в ролята Джон Корбет) – втората голяма любов на Кари. Озвучава се от Борис Чернев.
- Станфорд Блач (в ролята Уили Гарсън) – гей дружката на Кари. Озвучава се от Пламен Манасиев и от Даниел Цочев в пети сезон на студио Доли.

## Сюжет
Кари Брадшоу и нейните три приятелки са неомъжени, сексуално активни жени на прага на новото хилядолетие. Те не само дискутират своите сексуални желания и фантазии, но открито споделят своите вярвания и мнения по редица главно женски въпроси. Сериалът става популярен със своите сцени из нюйоркските улици, барове, ресторанти и нощни клубове, където се поставят под въпрос сексуални табута.
Главната героиня е Кари и макар да се обръща достатъчно внимание на останалите три жени и техните връзки, раздели и терзания, тя е в основата на филма, разказът се води от нейно име, и нейните чувства (главно към мъжа на живота ѝ – Тузаря) са водещи в епизодите.
Сериалът открито разнищва социални въпроси, като положението на жените в обществото. Премиерата на „Сексът и градът“ е на 6 юни 1998 г., а последният официален епизод е излъчен на 22 февруари 2004 г. През 2004 г. започва подготовка за създаване на филмова версия на сериала, но скоро тя е изоставена. В средата на 2007 г. са обявени нови планове за изработване на филм по сериала, и на 12 май 2008 г. в Лондон се състои неговата премиера. Две години по-късно излиза и вторият филм от поредицата.
След като сериалът приключва, той е пуснат по други телевизионни мрежи, като TBS, The CW и WGN.

## „Сексът и градът“ в България
В България сериалът започва излъчване на 18 януари 2003 г. по Нова телевизия, всяка събота и неделя от 18:00. Последният сезон е излъчен в края на 2005 г. и завършва през 2006 г. Дублажът е на Арс Диджитал Студио, чието име не се споменава. Ролите се озвучават от артистите Силвия Лулчева, Ева Демирева, Радосвета Василева, Борис Чернев, Пламен Манасиев и Даниел Цочев.
Повторенията са излъчени по Fox Life. На 14 октомври 2010 г. започва ново повторно излъчване, всеки делник от 20:05 по два епизода с повторение на следващия ден от 00:30 и 03:00. Последните два епизода не са излъчени наведнъж, а съответно на 17 и 20 декември. За повторенията пети сезон е преозвучен в студио Доли и Пламен Манасиев не участва.

## Галерия
- Сара Джесика Паркър
- Ким Катрал
- Синтия Никсън
- Кристин Дейвис
- Крис Нот
- Джейсън Люис
- Кайл Маклоклън
- Евън Хендлър
- Уили Гарсън